# Steinn Herdísarson
Steinn Herdísarson fue un vikingo y escaldo de Islandia que vivió hacia finales del siglo XI y que estuvo al servicio de Harald III de Noruega y su hijo Olaf III, a quien dedicó su poema Óláfsdrápa (1070). El poema de Steinn es una afirmación sutil sobre la voluntad de Olav Kyrre de reinar sobre Noruega y no permitir interferencias de su rival Svend II de Dinamarca, sino que la tierra seguiría bajo dominio de una dinastía real noruega. Otros de sus poemas más afamados es Nizarvísur (1062), compuesto para la Batalla de Niså, y Úlfsflokkr, este último dedicado al stallari real Úlf Óspaksson con quien tenía vínculos familiares. También estaba relacionado familiarmente con Einarr skálaglamm y Stúfur Þórðarson.
Steinn ostentaba el nombre de su madre Herdís, en lugar del patronímico. Aunque era poco habitual, no era extraño en las sociedades germánicas donde la figura matriarcal dominaba algunas veces el clan familiar, a menudo porque el padre había fallecido antes del nacimiento del infante. El mismo caso aparece en la saga Droplaugarsona. 
En el siglo XIX se identificó a Steinn Herdísarson con Hallar-Steinn, un poeta del siglo XII, pero este argumento no tiene apoyo de investigadores modernos.